# محوطه دلو دشته
محوطه دلو دشته مربوط به عصر آهن است و در شهرستان چرداول، بخش شیروان، ۲ کیلومتری غرب روستای قاضی خان علیا واقع شده و این اثر در تاریخ ۷ اسفند ۱۳۸۶ با شمارهٔ ثبت ۲۱۲۷۳ به‌عنوان یکی از آثار ملی ایران به ثبت رسیده است.